# Zoumana Camara
Zoumana Camara (Colombes, 3 aprile 1979) è un allenatore di calcio ed ex calciatore francese, di ruolo difensore, tecnico del Montpellier.

## Statistiche

### Presenze e reti nei club
Statistiche aggiornate al 9 maggio 2015.
| Stagione                   | Squadra                    | Campionato                 | Campionato | Campionato | Coppe nazionali | Coppe nazionali | Coppe nazionali | Coppe europee | Coppe europee | Coppe europee | Altre coppe | Altre coppe | Altre coppe | Totale | Totale |
| Stagione                   | Squadra                    | Comp                       | Pres       | Reti       | Comp            | Pres            | Reti            | Comp          | Pres          | Reti          | Comp        | Pres        | Reti        | Pres   | Reti   |
| -------------------------- | -------------------------- | -------------------------- | ---------- | ---------- | --------------- | --------------- | --------------- | ------------- | ------------- | ------------- | ----------- | ----------- | ----------- | ------ | ------ |
| 1996-1997                  | Saint-Étienne              | D2                         | 6          | 0          | CF+CdL          | 0+0             | 0+0             | -             | -             | -             | -           | -           | -           | 6      | 0      |
| 1997-1998                  | Saint-Étienne              | D2                         | 26         | 1          | CF+CdL          | 1+1             | 0+0             | -             | -             | -             | -           | -           | -           | 28     | 1      |
| 1998-gen. 1999             | Inter                      | A                          | 0          | 0          | CI              | 2               | 0               | UCL           | 0             | 0             | -           | -           | -           | 2      | 0      |
| gen.-giu. 1999             | Empoli                     | A                          | 12         | 0          | CI              | -               | -               | -             | -             | -             | -           | -           | -           | 12     | 0      |
| 1999-2000                  | Bastia                     | D1                         | 27         | 1          | CF+CdL          | 1+3             | 0+0             | -             | -             | -             | -           | -           | -           | 31     | 1      |
| 2000-2001                  | O. Marsiglia               | D1                         | 31         | 1          | CF+CdL          | 2+1             | 0+0             | -             | -             | -             | -           | -           | -           | 34     | 1      |
| 2001-gen. 2002             | O. Marsiglia               | D1                         | 11         | 0          | CF+CdL          | 0+1             | 0+0             | -             | -             | -             | -           | -           | -           | 12     | 0      |
| Totale O. Marsiglia        | Totale O. Marsiglia        | Totale O. Marsiglia        | 42         | 1          |                 | 4               | 0               |               | -             | -             |             | -           | -           | 46     | 1      |
| gen.-giu. 2002             | Lens                       | D1                         | 0          | 0          | CF+CdL          | -               | -               | -             | -             | -             | -           | -           | -           | 0      | 0      |
| 2002-2003                  | Lens                       | L1                         | 14         | 0          | CF+CdL          | 1+1             | 0+0             | -             | -             | -             | -           | -           | -           | 16     | 0      |
| Totale O. Marsiglia        | Totale O. Marsiglia        | Totale O. Marsiglia        | 14         | 0          |                 | 2               | 0               |               | -             | -             |             | -           | -           | 16     | 0      |
| 2003-2004                  | Leeds                      | PL                         | 13         | 1          | FACup+CdL       | 2+0             | 0+0             | -             | -             | -             | -           | -           | -           | 15     | 1      |
| 2004-2005                  | Saint-Étienne              | L1                         | 36         | 0          | CF+CdL          | 1+3             | 0+0             | -             | -             | -             | -           | -           | -           | 40     | 0      |
| 2005-2006                  | Saint-Étienne              | L1                         | 36         | 0          | CF+CdL          | 0+1             | 0+0             | I             | 2             | 0             | -           | -           | -           | 39     | 0      |
| 2006-2007                  | Saint-Étienne              | L1                         | 36         | 0          | CF+CdL          | 0+3             | 0+0             | -             | -             | -             | -           | -           | -           | 39     | 0      |
| Totale Saint-Étienne       | Totale Saint-Étienne       | Totale Saint-Étienne       | 140        | 1          |                 | 10              | 0               |               | 2             | 0             |             | -           | -           | 152    | 1      |
| 2007-2008                  | Paris Saint-Germain        | L1                         | 38         | 1          | CF+CdL          | 4+4             | 0+0             | -             | -             | -             | -           | -           | -           | 46     | 1      |
| 2008-2009                  | Paris Saint-Germain        | L1                         | 36         | 0          | CF+CdL          | 3+4             | 0+0             | CU            | 9             | 0             | -           | -           | -           | 52     | 0      |
| 2009-2010                  | Paris Saint-Germain        | L1                         | 23         | 0          | CF+CdL          | 6+1             | 0+0             | -             | -             | -             | -           | -           | -           | 30     | 0      |
| 2010-2011                  | Paris Saint-Germain        | L1                         | 17         | 2          | CF+CdL          | 6+2             | 1+1             | UEL           | 10            | 0             | SF          | 1           | 0           | 36     | 4      |
| 2011-2012                  | Paris Saint-Germain        | L1                         | 19         | 0          | CF+CdL          | 2+1             | 0+0             | UEL           | 6             | 0             | -           | -           | -           | 28     | 0      |
| 2012-2013                  | Paris Saint-Germain        | L1                         | 6          | 0          | CF+CdL          | 2+1             | 1+0             | UCL           | 2             | 0             | -           | -           | -           | 11     | 1      |
| 2013-2014                  | Paris Saint-Germain        | L1                         | 6          | 0          | CF+CdL          | 0+1             | 0+0             | UCL           | 4             | 0             | SF          | 0           | 0           | 11     | 0      |
| 2014-2015                  | Paris Saint-Germain        | L1                         | 7          | 1          | CF+CdL          | 1+0             | 0+0             | UCL           | 0             | 0             | SF          | 1           | 0           | 9      | 1      |
| Totale Paris Saint-Germain | Totale Paris Saint-Germain | Totale Paris Saint-Germain | 152        | 4          |                 | 38              | 3               |               | 31            | 0             |             | 2           | 0           | 223    | 7      |
| Totale carriera            | Totale carriera            | Totale carriera            | 400        | 8          |                 | 62              | 3               |               | 33            | 0             |             | 2           | 0           | 496    | 11     |

### Cronologia presenze e reti in nazionale
| Cronologia completa delle presenze e delle reti in nazionale ― Francia | Cronologia completa delle presenze e delle reti in nazionale ― Francia | Cronologia completa delle presenze e delle reti in nazionale ― Francia | Cronologia completa delle presenze e delle reti in nazionale ― Francia | Cronologia completa delle presenze e delle reti in nazionale ― Francia | Cronologia completa delle presenze e delle reti in nazionale ― Francia | Cronologia completa delle presenze e delle reti in nazionale ― Francia | Cronologia completa delle presenze e delle reti in nazionale ― Francia |
| Data                                                                   | Città                                                                  | In casa                                                                | Risultato                                                              | Ospiti                                                                 | Competizione                                                           | Reti                                                                   | Note                                                                   |
| ---------------------------------------------------------------------- | ---------------------------------------------------------------------- | ---------------------------------------------------------------------- | ---------------------------------------------------------------------- | ---------------------------------------------------------------------- | ---------------------------------------------------------------------- | ---------------------------------------------------------------------- | ---------------------------------------------------------------------- |
| 1-6-2001                                                               | Daegu                                                                  | Australia                                                              | 1 – 0                                                                  | Francia                                                                | Conf. Cup 2001 - 1º turno                                              | -                                                                      |                                                                        |
| Totale                                                                 |                                                                        | Presenze                                                               | 1                                                                      |                                                                        | Reti                                                                   | 0                                                                      |                                                                        |

### Statistiche da allenatore
Statistiche aggiornate all'12 giugno 2025. In grassetto le competizioni vinte.
| Stagione        | Squadra         | Campionato      | Campionato | Campionato | Campionato | Campionato | Coppe nazionali | Coppe nazionali | Coppe nazionali | Coppe nazionali | Coppe nazionali | Coppe continentali | Coppe continentali | Coppe continentali | Coppe continentali | Coppe continentali | Altre coppe | Altre coppe | Altre coppe | Altre coppe | Altre coppe | Totale | Totale | Totale | Totale | % Vittorie | Piazzamento      |
| Stagione        | Squadra         | Comp            | G          | V          | N          | P          | Comp            | G               | V               | N               | P               | Comp               | G                  | V                  | N                  | P                  | Comp        | G           | V           | N           | P           | G      | V      | N      | P      | %          | Piazzamento      |
| --------------- | --------------- | --------------- | ---------- | ---------- | ---------- | ---------- | --------------- | --------------- | --------------- | --------------- | --------------- | ------------------ | ------------------ | ------------------ | ------------------ | ------------------ | ----------- | ----------- | ----------- | ----------- | ----------- | ------ | ------ | ------ | ------ | ---------- | ---------------- |
| apr.-giu. 2025  | Montpellier     | L1              | 6          | 0          | 1          | 5          | CF              | -               | -               | -               | -               | -                  | -                  | -                  | -                  | -                  | -           | -           | -           | -           | -           | 6      | 0      | 1      | 5      | &0,00      | Sub, 18º (retr.) |
| Totale carriera | Totale carriera | Totale carriera | 6          | 0          | 1          | 5          |                 | -               | -               | -               | -               |                    | -                  | -                  | -                  | -                  |             | -           | -           | -           | -           | 6      | 0      | 1      | 5      | 0,00       |                  |

## Palmarès

### Giocatore

#### Club
- Campionato francese: 3

Paris Saint-Germain: 2012-2013, 2013-2014, 2014-2015
- Coppa di Lega francese: 3

Paris Saint-Germain: 2007-2008, 2013-2014, 2014-2015
- Coppa di Francia: 2

Paris Saint-Germain: 2009-2010, 2014-2015
- Supercoppa francese: 2

Paris Saint-Germain: 2013, 2014

#### Nazionale
- Confederations Cup: 1

Corea-Giappone 2001